# Waghivane
Waghivane es un pequeño pueblo en el distrito de Ratnagiri, estado de Maharashtra, en el oeste de la India. El censo de la India de 2011 registró un total de 216 residentes en el pueblo. El área geográfica de Waghivane es de 367 hectáreas (910 acres).